# ス (스테가나)
ㇲ는 가타카나인 ス를 작게 쓴 것이며 아이누어에 사용되는 가나의 하나이다. 앞의 음과 짝을 지어서 1모라를 형성한다. 보통은 일본어에서는 사용되지 않는다.
‘ス’의 발음과 다르며 ス를 발음할지 안할지(내파음) 정도의 숨이 새는 경우에 사용되며 음절 마지막인 ‘s’의 발음이 된다. 아이누어의 경우에는 ‘개음절의 음절 끝 자음 S’가 된다.
‘개음절의 음절 끝 자음 S’에서의 발음은 대부분은 ‘ㇱ’이며, 이 문자로 표기되는 것은 앞의 모음이 ‘a’일 때 등의 일부이다.

## ㇲ에 관한 여러 사항
- 아이누어에 대응하는 목적으로 JIS X 0213에 추가된 가나의 하나이다.
- 일본어의 조동사 ‘です’, ‘ます’의 경우에 흔히 ‘でㇲ’, ‘まㇲ’가 사용되기도 한다.

## 같이 보기
- す
- 아이누어